# Asnières-en-Poitou
Asnières-en-Poitou is een gemeente in het Franse departement Deux-Sèvres (regio Nouvelle-Aquitaine) en telt 199 inwoners (2005). De plaats maakt deel uit van het arrondissement Niort.

## Geografie
De oppervlakte van Asnières-en-Poitou bedraagt 19,9 km², de bevolkingsdichtheid is 10,0 inwoners per km².
De onderstaande kaart toont de ligging van Asnières-en-Poitou met de belangrijkste infrastructuur en aangrenzende gemeenten.

## Demografie
Onderstaande figuur toont het verloop van het inwonertal (bron: INSEE-tellingen).